# Óblast autónomo Jakasio
El Óblast Autónomo Jakasio (en ruso: Хакасская автономная область; en jakasio: Хакас автоном облазы), abreviado como OA Jakasio (en ruso: Хакасская АО; en cacasio: Хакас АО), era hasta 1991 un óblast autónomo parte del krai de Krasnoyarsk, creado en 1934 dentro de la RSFS de Rusia, una de las repúblicas que constituían la Unión Soviética.
Existió desde el 20 de octubre de 1930 hasta el 3 de julio de 1991, periodo en el cual estaba administrativamente subordinado al krai de Krasnoyarsk. En julio de 1991, se elevó al estatus de república autónoma de la Unión Soviética, y en febrero de 1992 se convirtió en la República de Jakasia.